# Schoolbordgrap
De schoolbordgrap (Engels: chalkboard gag) is een visuele running gag uit het openingsfilmpje van de animatieserie The Simpsons.
De schoolbordgrap verschijnt aan het begin van vrijwel elk openingsfilmpje. Centraal staat een klaslokaal op de lagere school van Springfield, waarin Bart Simpson een zin meerdere malen op het schoolbord schrijft tot de bel gaat en hij het lokaal uitrent. De tekst die Bart schrijft is per aflevering anders, en gezien de inhoud van de tekst kan worden geconcludeerd dat Bart de zinnen moet schrijven als straf voor iets dat hij die dag op school heeft gedaan.
Samen met de bankgrap is de schoolbordgrap een van de meest herkenbare onderdelen van The Simpsons. In tegenstelling tot de bankgrap wordt de schoolbordgrap tegenwoordig echter veel minder gebruikt. Vanwege de toegenomen reclametijd is de opening van de show ingekort, en de schoolbordgrap is een van de dingen die daarbij is verdwenen.
De schoolbordgrap is inmiddels geparodieerd in verschillende andere series, strips en boeken. Een overzicht per aflevering volgt hieronder.

## Seizoen 1
| Afl. | Code  | Grap                                                        | Vertaling en notities                             |
| ---- | ----- | ----------------------------------------------------------- | ------------------------------------------------- |
| 1    | 7G08  | geen grap in verband met kerstuitzending zonder beginliedje | -                                                 |
| 2    | 7G02  | I will not waste chalk                                      | Ik zal geen krijt verspillen                      |
| 3    | 7G03  | I will not skateboard in the halls                          | Ik zal niet in de gang skateboarden.              |
| 4    | 7G04  | I will not burp in class                                    | Ik zal niet boeren in de klas.                    |
| 5    | 7G05  | geen grap in verband met korter beginliedje                 | -                                                 |
| 6    | 7G06  | I will not instigate revolution                             | Ik zal niet oproepen tot revolutie.               |
| 7    | 7G07  | I will not draw naked ladies in class                       | Ik zal geen naakte vrouwen tekenen in de klas.    |
| 8    | 7G07  | I did not see Elvis                                         | Ik heb Elvis niet gezien.                         |
| 9    | 7G111 | geen grap in verband met korter beginliedje                 | -                                                 |
| 10   | 7G10  | I will not call my teacher "Hot Cakes"                      | Ik zal mijn leraar geen “pannenkoek” noemen.      |
| 11   | 7G13  | Garlic gum is not funny                                     | Knoflookkauwgum is niet grappig.                  |
| 12   | 7G12  | They are laughing at me, not with me                        | Ze lachen om mij, niet met mij.                   |
| 13   | 7G01  | I will not yell "Fire!" in a crowded classroom              | Ik zal geen “brand” roepen in een vol klaslokaal. |

## Seizoen 2
| Afl. | Code | Grap | Vertaling en notities |
| ---- | ---- | --- | --- |
| 14   | 7F03 | I will not encourage others to fly                                                                                                   | Ik zal anderen niet aanmoedigen om te vliegen.                                                                                        |
| 15   | 7F02 | Tar is not a plaything | Teer is niet iets om mee te spelen.                                                                                                   |
| 16   | 7F04 | geen grap | - |
| 17   | 7F01 | I will not Xerox my butt (een andere grap werd gebruikt bij de heruitzending op 25 juni 1992 rerun - "It's 'potato', not 'potatoe'") | Ik zal geen fotokopieën maken van mijn kont (de tweede grap gaat over de correcte schrijfwijze van het Engelse woord voor aardappel). |
| 18   | 7F05 | I will not trade pants with others                                                                                                   | Ik zal niet van broek ruilen met anderen.                                                                                             |
| 19   | 7F08 | I am not a 32 year old woman | Ik ben geen 32-jarige vrouw (rond de tijd dat deze aflevering verscheen was Barts stemactrice Nancy Cartwright dat wel).              |
| 20   | 7F07 | I will not do that thing with my tongue                                                                                              | Ik zal niet dat ene doen met mijn tong.                                                                                               |
| 21   | 7F06 | I will not drive the principal's car                                                                                                 | Ik zal niet in de auto van het schoolhoofd rijden.                                                                                    |
| 22   | 7F09 | I will not pledge allegiance to Bart                                                                                                 | Ik zal geen trouw zweren aan Bart (refereert aan de Pledge of allegiance).                                                            |
| 23   | 7F10 | I will not sell school property | Ik zal geen eigendommen van school verkopen.                                                                                          |
| 24   | 7F11 | I will not cut corners | Ik zal geen kortere weg nemen/stukken afsnijden (voor het herschrijven van de zin gebruikt Bart gewoon aanhalingstekens).             |
| 25   | 7F12 | I will not get very far with this attitude                                                                                           | Met deze houding zal ik het niet ver schoppen.                                                                                        |
| 26   | 7F13 | I will not make flatulent noises in class                                                                                            | Ik zal geen scheetgeluiden maken in de klas.                                                                                          |
| 27   | 7F15 | I will not belch the national anthem                                                                                                 | Ik zal niet het volkslied boeren. |
| 28   | 7F16 | I will not sell land in Florida | Ik zal geen land in Florida verkopen.                                                                                                 |
| 29   | 7F14 | I will not sell school property | Ik zal geen eigendommen van school verkopen                                                                                           |
| 30   | 7F17 | I will not grease the monkey bars | Ik zal niet de klimtoestellen invetten.                                                                                               |
| 31   | 7F18 | I will not hide behind the Fifth Amendment                                                                                           | Ik zal me niet verbergen achter het Fifth Amendment.                                                                                  |
| 32   | 7F19 | geen grap | |
| 33   | 7F20 | I will not do anything bad again | Ik zal niet meer iets slechts doen.                                                                                                   |
| 34   | 7F21 | I will not show off (dit werd geschreven in Blackletter.)                                                                            | Ik zal me niet uitsloven. |
| 35   | 7F22 | I will not sleep through my education                                                                                                | Ik zal niet slapen tijdens de les. |

## Seizoen 3
| Afl. | Code | Grap                                              | Vertaling en notities                                                                |
| ---- | ---- | ------------------------------------------------- | ------------------------------------------------------------------------------------ |
| 36   | 7F24 | I am not a dentist                                | Ik ben geen tandarts.                                                                |
| 37   | 8F01 | Spitwads are not free speech                      | Spuugproppen zijn geen vrijheid van meningsuiting.                                   |
| 38   | 7F23 | Nobody likes sunburn slappers                     | Niemand houdt ervan als je op zijn zonnebrand slaat.                                 |
| 39   | 8F03 | High explosives and school don't mix              | Zware explosieven en school gaan niet samen.                                         |
| 40   | 8F04 | I will not squeak chalk                           | Ik zal geen krijtje laten piepen (Bart doet dit juist wel terwijl hij dit schrijft). |
| 41   | 8F05 | I will finish what I sta (staat er maar één keer) | Ik zal afmaken wat ik ben bego…                                                      |
| 42   | 8F02 | geen grap                                         | -                                                                                    |
| 43   | 8F06 | "Bart Bucks" are not legal tender                 | “Bart Dollars” zijn geen wettig betaalmiddel.                                        |
| 44   | 8F07 | I will not fake rabies                            | Ik zal niet doen alsof ik hondsdolheid heb.                                          |
| 45   | 8F08 | Underwear should be worn on the inside            | Ondergoed dient aan de binnenkant te worden gedragen.                                |
| 46   | 8F09 | The Christmas pageant does not stink              | Het kerst spektakelstuk stinkt niet.                                                 |
| 47   | 8F10 | I will not torment the emotionally frail          | Ik zal de emotioneel zwakkeren niet martelen.                                        |
| 48   | 8F11 | I will not carve gods                             | Ik zal geen goden kerven.                                                            |
| 49   | 8F12 | geen grap                                         | -                                                                                    |
| 50   | 8F14 | I will not spank others                           | Ik zal anderen geen lijfstraf geven.                                                 |
| 51   | 8F16 | geen grap                                         | -                                                                                    |
| 52   | 8F13 | I will not aim for the head                       | Ik zal niet expres op het hoofd richten (refererend aan een balsport).               |
| 53   | 8F15 | I will not barf unless I'm sick                   | Ik zal niet overgeven tenzij ik ziek ben.                                            |
| 54   | 8F17 | I saw nothing unusual in the teacher's lounge     | Ik zag niets ongebruikelijks in de lerarenkamer.                                     |
| 55   | 8F19 | I will not conduct my own fire drills             | Ik zal niet mijn eigen brandoefeningen houden.                                       |
| 56   | 8F20 | Funny noises are not funny                        | Grappige geluiden zijn niet grappig.                                                 |
| 57   | 8F21 | I will not spin the turtle                        | Ik zal niet de schildpad laten ronddraaien.                                          |
| 58   | 8F22 | I will not snap bras                              | Ik zal niet beha’s laten knappen.                                                    |
| 59   | 8F23 | I will not fake seizures                          | Ik zal niet doen of ik een epileptisch insult heb.                                   |

## Seizoen 4
| Afl. | Code | Grap                                                                             | Vertaling en notities |
| ---- | ---- | -------------------------------------------------------------------------------- | --- |
| 60   | 8F24 | This punishment is not boring and pointless                                      | Deze straf is niet saai en doelloos. |
| 61   | 8F18 | My name is not "Dr. Death"                                                       | Mijn naam is niet Dr. Death (de bijnaam van de beruchte dokter Jack Kevorkian).                                                              |
| 62   | 9F01 | I will not defame New Orleans                                                    | Ik zal niet New Orleans onteren (dit was naar aanleiding van klachten over de vorige aflevering, waarin een lied over New Orleans voorkwam). |
| 63   | 9F02 | I will not prescribe medication                                                  | Ik zal geen medicijnen voorschrijven. |
| 64   | 9F04 | geen grap                                                                        | - |
| 65   | 9F03 | I will not bury the new kid                                                      | Ik zal niet het nieuwe kind begraven. |
| 66   | 9F05 | I will not teach others to fly                                                   | Ik zal niet anderen leren te vliegen. |
| 67   | 9F06 | I will not bring sheep to class                                                  | Ik zal geen schapen meenemen naar school. |
| 68   | 9F07 | A burp is not an answer                                                          | Een boer is geen antwoord. |
| 69   | 9F08 | Teacher is not a leper                                                           | Een leraar is geen leprapatiënt. |
| 70   | 9F09 | Coffee is not for kids (Bart gaat steeds onduidelijker schrijven door de koffie) | Koffie is niet voor kinderen. |
| 71   | 9F10 | I will not eat things for money                                                  | Ik zal niet dingen eten voor geld. |
| 72   | 9F11 | I will not yell "She's Dead" during roll call                                    | Ik zal niet roepen "zij is dood" bij het controleren van de aanwezigen.                                                                      |
| 73   | 9F12 | The principal's toupée is not a frisbee                                          | Het toupet van het schoolhoofd is geen frisbee.                                                                                              |
| 74   | 9F13 | I will not call the principal "spud head"                                        | Ik zal het schoolhoofd geen “aardappelhoofd” noemen.                                                                                         |
| 75   | 9F14 | Goldfish don't bounce                                                            | Goudvissen stuiteren niet. (Goldfish don't Bounce werd later overgenomen door een inmiddels weer opgesplitste Britse rockband)               |
| 76   | 9F15 | Mud is not one of the 4 food groups                                              | Modder is niet een van de vier voedselgroepen.                                                                                               |
| 77   | 9F17 | No one is interested in my underpants                                            | Niemand heeft interesse in mijn onderbroek.                                                                                                  |
| 78   | 9F16 | I will not sell miracle cures                                                    | Ik zal geen wondermiddeltjes verkopen. |
| 79   | 9F18 | I will return the seeing-eye dog                                                 | Ik zal de geleidehond teruggeven. |
| 80   | 9F20 | I do not have diplomatic immunity                                                | Ik heb geen diplomatieke onschendbaarheid |
| 81   | 9F19 | I will not charge admission to the bathroom                                      | Ik zal geen toegang heffen voor de wc’s. |

## Seizoen 5
| Afl. | Code | Grap                                                                           | Vertaling en notities |
| ---- | ---- | ------------------------------------------------------------------------------ | --- |
| 82   | 9F21 | I will never win an Emmy                                                       | Ik zal nooit een Emmy winnen (Rond deze tijd had de show al negen Emmy’s gewonnen) |
| 83   | 9F22 | The cafeteria deep fryer is not a toy                                          | De frituur uit de kantine is geen speelgoed. |
| 84   | 1F02 | geen grap                                                                      | - |
| 85   | 1F01 | geen grap                                                                      | - |
| 86   | 1F04 | geen grap                                                                      | - |
| 87   | 1F03 | geen grap                                                                      | - |
| 88   | 1F05 | geen grap                                                                      | - |
| 89   | 1F06 | geen grap                                                                      | - |
| 90   | 1F07 | All work and no play makes Bart a dull boy                                     | Dit is een parodie op de Engelse uitdrukking “All work and no play makes Jack a dull boy” die ongeveer gelijkstaat aan het Nederlandse spreekwoord “De boog kan niet altijd gespannen staan”: men moet ook een keer rust nemen en niet alleen maar werken.Dit is een verwijzing naar de film "The shining", waarin de hoofdpersoon Jack een compleet boek vol schrijft met deze uitdrukking, in verschillende lay-outs. |
| 91   | 1F08 | I will not say "Springfield" just to get applause                              | Ik zal niet “Springfield” zeggen enkel om applaus te krijgen. |
| 92   | 1F09 | I am not authorized to fire substitute teachers                                | Ik ben niet gemachtigd om vervangende leraren te ontslaan. |
| 93   | 1F11 | My homework was not stolen by a one-armed man                                  | Mijn huiswerk is niet gestolen door een man met 1 arm (een referentie aan de film The Fugitive). |
| 94   | 1F10 | I will not go near the kindergarten turtle                                     | Ik zal niet bij de schildpad van de kleuterklas in de buurt komen. |
| 95   | 1F12 | geen grap                                                                      | - |
| 96   | 1F13 | geen grap                                                                      | - |
| 97   | 1F14 | I am not delightfully saucy                                                    | Ik ben niet heerlijk respectloos. |
| 98   | 1F15 | Organ transplants are best left to the professionals                           | Orgaantransplantaties moeten aan professionals worden overgelaten. |
| 99   | 1F16 | The Pledge of Allegiance does not end with "Hail Satan"                        | De Pledge of Allegiance eindigt niet met “Heil Satan”. |
| 100  | 1F18 | I will not celebrate meaningless milestones                                    | Ik zal geen nutteloze mijlpalen vieren. (in de honderdste aflevering.) |
| 101  | 1F19 | There are plenty of businesses like show business                              | Er zijn veel meer zaken zoals de showbusiness (een parodie op de uitdrukking “There's no business like show business”). |
| 102  | 1F21 | I will not re-transmit without the express permission of Major League Baseball | Ik zal niets heruitzenden zonder uitdrukkelijke toestemming van de Major League Baseball. (een verwijzing naar een aflevering waar de Major League Baseball via een satelliet iedereen in de gaten hield.) |
| 103  | 1F20 | Five days is not too long to wait for a gun                                    | Vijf dagen is niet te lang voor het wachten op een vuurwapen (een verwijzing naar de levertijden van deze wapens in verband met de vuurwapenwetten van de Verenigde Staten). |

## Seizoen 6
| Afl. | Code | Grap                                                               | Vertaling en notities                                                      |
| ---- | ---- | ------------------------------------------------------------------ | -------------------------------------------------------------------------- |
| 104  | 1F22 | Beans are neither a fruit nor musical                              | Bonen zijn geen fruit en ook niet muzikaal.                                |
| 105  | 1F17 | No one is interested in my underpants (deze is van 9F17)           | Niemand heeft interesse in mijn onderbroek.                                |
| 106  | 2F33 | I will not use abbrev.                                             | Ik zal geen afko's gebruiken.                                              |
| 107  | 2F01 | I am not the reincarnation of Sammy Davis Jr.                      | Ik ben niet de reïncarnatie van Sammy Davis Jr.                            |
| 108  | 2F02 | geen grap                                                          | -                                                                          |
| 109  | 2F03 | geen grap                                                          | -                                                                          |
| 110  | 2F04 | I will not send lard through the mail                              | Ik zal geen reuzel per post versturen.                                     |
| 111  | 2F05 | I will not dissect things unless instructed                        | Ik zal geen dingen ontleden tenzij mij dat wordt opgedragen.               |
| 112  | 2F06 | I will not whittle hall passes out of soap                         | Ik zal geen gangpas uit zeep snijden.                                      |
| 113  | 2F07 | My homework was not stolen by a one-armed man (gelijk aan 1F11)    | Mijn huiswerk is niet gestolen door een man met 1 arm.                     |
| 114  | 2F08 | Ralph won't "morph" if you squeeze him hard enough                 | Ralph zal niet morphen als je hem hard genoeg knijpt.                      |
| 115  | 2F09 | Adding "just kidding" doesn't make it okay to insult the principal | “Grapje” roepen maakt het beledigen van het schoolhoofd niet goed.         |
| 116  | 2F10 | 'Bagman' is not a legitimate career choice                         | Zwerver is geen carrièrekeuze.                                             |
| 117  | 2F11 | Cursive writing does not mean what I think it does                 | Schuin (Cursief) schrijven betekent niet wat ik denk dat het betekent.     |
| 118  | 2F12 | Next time it could be me on the scaffolding                        | De volgende keer kan ik het zijn die op de bouwsteiger staat.              |
| 119  | 2F13 | I will not hang donuts on my person                                | Ik zal geen donuts aan mijn lichaam hangen.                                |
| 120  | 2F14 | I will remember to take my medication                              | Ik zal eraan denken mijn medicijnen in te nemen.                           |
| 121  | 2F31 | geen grap                                                          | -                                                                          |
| 122  | 2F15 | I will not strut around like I own the place                       | Ik zal niet rondlopen alsof ik de baas ben.                                |
| 123  | 2F18 | The Good Humor man can only be pushed so far                       | Ook de Good Humor (een ijsmerk) verkoper heeft zo zijn grenzen.            |
| 124  | 2F19 | I do not have power of attorney over first graders                 | Ik heb geen zeggenschap over eersteklassers.                               |
| 125  | 2F32 | Nerve gas is not a toy                                             | Zenuwgas is geen speelgoed.                                                |
| 126  | 2F21 | I will not mock Mrs. Dumbface                                      | Ik zal Mevrouw Dumbface (letterlijk “dom gezicht”) niet bespotten.         |
| 127  | 2F22 | The First Amendment does not cover burping                         | Het eerste Amendement (vrijheid van meningsuiting) zegt niets over boeren. |
| 128  | 2F16 | This is not a clue... or is it? (deel 1 van "Who Shot Mr. Burns?") | Dit is geen aanwijzing… of toch?                                           |

## Seizoen 7
| Afl. | Code | Grap                                                                                     | Vertaling en notities |
| ---- | ---- | ---------------------------------------------------------------------------------------- | --- |
| 129  | 2F20 | I will not complain about the solution when I hear it (deel 2 van "Who Shot Mr. Burns?") | Ik zal niet klagen over de oplossing zodra ik hem hoor.                                                                                |
| 130  | 2F17 | "Bewitched" does not promote Satanism                                                    | Bewitched promoot niet Satanisme. |
| 131  | 3F01 | No one wants to hear from my armpits                                                     | Niemand wil geluiden uit mijn oksels horen.                                                                                            |
| 132  | 3F02 | I am not a lean mean spitting machine                                                    | Ik ben geen gemene spuugmachine. |
| 133  | 3F03 | The boys' room is not a water park                                                       | De jongens wc is geen waterpark. |
| 134  | 3F04 | geen grap                                                                                | - |
| 135  | 3F05 | Indian burns are not our cultural heritage                                               | “Indian burns” (benaming voor het rood maken van iemands huid door er met de hand hard over te wrijven) is niet ons culturele erfgoed. |
| 136  | 3F06 | geen grap                                                                                | - |
| 137  | 3F08 | Wedgies are unhealthy for children and other living things                               | Wedgies (het strak aantrekken van iemands onderbroek) zijn ongezond voor kinderen en andere levende dingen.                            |
| 138  | 3F31 | I will only do this once a year                                                          | Ik zal dit maar 1 keer per jaar doen (deze aflevering was een clip show).                                                              |
| 139  | 3F07 | I will stop talking about the twelve inch pianist                                        | Ik zal ophouden over de twelve inch pianist te praten.                                                                                 |
| 140  | 3F10 | I am not certified to remove asbestos                                                    | Ik ben niet bevoegd om asbest te verwijderen.                                                                                          |
| 141  | 3F09 | geen grap                                                                                | - |
| 142  | 3F11 | geen grap                                                                                | - |
| 143  | 3F12 | geen grap                                                                                | - |
| 144  | 3F13 | geen grap                                                                                | - |
| 145  | 3F14 | geen grap                                                                                | - |
| 146  | 3F16 | geen grap                                                                                | - |
| 147  | 3F15 | geen grap                                                                                | - |
| 148  | 3F17 | geen grap                                                                                | - |
| 149  | 3F18 | geen grap                                                                                | - |
| 150  | 3F19 | geen grap                                                                                | - |
| 151  | 3F20 | geen grap                                                                                | - |
| 152  | 3F21 | geen grap                                                                                | - |
| 153  | 3F22 | geen grap                                                                                | - |

## Seizoen 8
| Afl. | Code | Grap                                                                      | Vertaling en notities                                               |
| ---- | ---- | ------------------------------------------------------------------------- | ------------------------------------------------------------------- |
| 154  | 4F02 | geen grap                                                                 | -                                                                   |
| 155  | 3F23 | I did not learn everything I need to know from kindergarten               | Ik heb niet alles wat ik moet weten al op de kleuterschool geleerd. |
| 156  | 4F03 | I am not my long-lost twin                                                | Ik ben niet mijn lang verloren tweelingbroer.                       |
| 157  | 4F05 | geen grap                                                                 | -                                                                   |
| 158  | 4F06 | geen grap                                                                 | -                                                                   |
| 159  | 4F04 | geen grap                                                                 | -                                                                   |
| 160  | 4F01 | geen grap                                                                 | -                                                                   |
| 161  | 4F07 | geen grap                                                                 | -                                                                   |
| 162  | 3F24 | geen grap                                                                 | -                                                                   |
| 163  | 3G01 | The truth is not out there ("The Springfield Files," een X-Files parodie) | De waarheid is niet “ergens daarbuiten”.                            |
| 164  | 4F08 | I am not licensed to do anything (referentie aan een James Bondfilm)      | Ik heb geen vergunning om iets te mogen.                            |
| 165  | 4F10 | geen grap                                                                 | -                                                                   |
| 166  | 3G03 | I will not hide the teacher's Prozac                                      | Ik zal niet de prozac van de leraar verstoppen.                     |
| 167  | 4F12 | geen grap                                                                 | -                                                                   |
| 168  | 4F11 | geen grap                                                                 | -                                                                   |
| 169  | 4F14 | geen grap                                                                 | -                                                                   |
| 170  | 4F13 | geen grap                                                                 | -                                                                   |
| 171  | 4F15 | geen grap                                                                 | -                                                                   |
| 172  | 4F09 | geen grap                                                                 | -                                                                   |
| 173  | 4F16 | A fire drill does not demand a fire                                       | Voor een brandoefening is geen echte brand nodig.                   |
| 174  | 4F17 | geen grap                                                                 | -                                                                   |
| 175  | 4F18 | geen grap                                                                 | -                                                                   |
| 176  | 4F19 | geen grap                                                                 | -                                                                   |
| 177  | 4F20 | geen grap                                                                 | -                                                                   |
| 178  | 4F21 | geen grap                                                                 | -                                                                   |

## Seizoen 9
| Afl. | Code | Grap                                         | Vertaling en notities |
| ---- | ---- | -------------------------------------------- | --- |
| 179  | 4F22 | geen grap                                    | - |
| 180  | 4F23 | geen grap                                    | - |
| 181  | 3G02 | I no longer want my MTV                      | Ik wil niet langer mijn MTV (parodie op Dire Straits' Money For Nothing (I want my MTV). |
| 182  | 5F02 | geen grap                                    | - |
| 183  | 5F01 | Everyone is tired of that Richard Gere story | Iedereen is dat verhaal van Richard Gere nu zat. |
| 184  | 5F03 | I did not invent Irish dancing               | Ik heb niet het Ierse dansen uitgevonden. |
| 185  | 5F04 | geen grap                                    | - |
| 186  | 5F05 | I will not tease Fatty                       | Ik zal Fatty niet pesten. |
| 187  | 5F06 | There was no Roman god named "Fartacus"      | Er was geen Romeinse god genaamd “Fartacus” (een parodie op Spartacus. “Fart” is Engels voor scheet).                                                                                               |
| 188  | 5F07 | Rudolph's red nose is not alcohol-related    | Rudolph’s neus is niet rood vanwege alcoholgebruik. |
| 189  | 5F24 | geen grap                                    | - |
| 190  | 5F08 | geen grap                                    | - |
| 191  | 5F23 | Shooting paintballs is not an art form       | Met paintballs schieten is geen kunstvorm. |
| 192  | 5F11 | geen grap                                    | - |
| 193  | 5F10 | Pain is not the cleanser                     | Pijn is niet de reiniger. |
| 194  | 5F12 | Silly string is not a nasal spray            | Silly string (een flexibele plastic string die uit een spuitbus wordt gespoten) is geen neusspray.                                                                                                  |
| 195  | 4F24 | geen grap                                    | - |
| 196  | %f13 | I was told not to do this                    | Ik werd opgedragen dit niet te doen. |
| 197  | 3G04 | My butt does not deserve a website           | Mijn kont hoeft geen website te krijgen. |
| 198  | 5F14 | I will not demand what I'm worth             | Ik zal niet eisen wat ik waard ben (als verwijzing naar dat de stemacteurs van de serie steeds meer betaald wilden krijgen)                                                                         |
| 199  | 5F15 | geen grap                                    | - |
| 200  | 5F09 | I will not mess with the opening credits     | Ik zal niet met het openingsfilmpje knoeien (dit was eigenlijk de bankgrap van die aflevering: in plaats van de woonkamer rent de familie het klaslokaal binnen waar Bart dit op het bord schrijft) |
| 201  | 5F16 | geen grap                                    | - |
| 202  | 5F17 | I am not the new Dalai Lama                  | Ik ben niet de nieuwe dalai lama. |
| 203  | 5F18 | I was not the inspiration for "Kramer"       | Ik was niet de inspiratie voor Kramer. |

## Seizoen 10
| Afl. | Code   | Grap                                                                             | Vertaling en notities |
| ---- | ------ | -------------------------------------------------------------------------------- | --- |
| 204  | 5F20   | geen grap                                                                        | - |
| 205  | 5F21   | I will not file frivolous lawsuits                                               | Ik zal geen lichtzinnige rechtszaken aanspannen.                                                                         |
| 206  | 5F22   | geen grap                                                                        | - |
| 207  | AABF01 | The Simpsons Halloween Special IX (dit wordt geschreven in bloed met een kwast.) | Aankondiging van de negende Treehouse Of Horror.                                                                         |
| 208  | 5F19   | "butt.com" is not my E-mail address                                              | “kont.com” is niet mijn e-mailadres.                                                                                     |
| 209  | AABF02 | No one cares what my definition of "is" is                                       | Niemand wil weten wat mijn definitie van “is” is                                                                         |
| 210  | AABF)3 | I will not scream for ice cream                                                  | Ik zal niet schreeuwen om ijs (referentie aan het lied “we all scream for ice cream”).                                   |
| 211  | AABF04 | I am not a licensed hairstylist                                                  | Ik ben geen bevoegde haarstylist.                                                                                        |
| 212  | AABF05 | "The President did it" is not an excuse                                          | “De president heeft het gedaan” is geen excuus.                                                                          |
| 213  | AABF06 | My mom is not dating Jerry Seinfeld                                              | Mijn moeder gaat niet uit met Jerry Seinfeld.                                                                            |
| 214  | AABF07 | Sherri does not "got back"                                                       | Sherri heeft geen fors achterwerk.                                                                                       |
| 215  | AABF08 | I will not do "the dirty bird"                                                   | Ik zal niet de “dirty bird” doen.                                                                                        |
| 216  | AABF09 | No one cares about my sciatica                                                   | Niemand geeft om mijn ischias.                                                                                           |
| 217  | AABF11 | Hillbillies are people too                                                       | Hillbillies zijn ook mensen.                                                                                             |
| 218  | AABF10 | Grammar is not a time of waste                                                   | Grammatica is geen tijd van verspilling (de zin staat verkeerd gespeld daar de correcte uitdrukking “waste of time” is). |
| 219  | AABF12 | I do not have diplomatic immunity (van 9F20)                                     | Ik heb geen diplomatieke onschendbaarheid.                                                                               |
| 220  | AABF13 | It does not suck to be you                                                       | Het is niet vervelend om jou te zijn.                                                                                    |
| 221  | AABF14 | I cannot absolve sins                                                            | Ik kan geen zonden vergeven.                                                                                             |
| 222  | AABF15 | A trained ape could not teach gym                                                | Gymles kan niet door een getrainde aap worden gegeven.                                                                   |
| 223  | AABF16 | Loose teeth don't need my help                                                   | Loszittende tanden hebben niet mijn hulp nodig.                                                                          |
| 224  | AABF17 | I have neither been there nor done that                                          | Ik ben daar niet al geweest en heb dat niet al gedaan.                                                                   |
| 225  | AABF18 | No one wants to hear from my armpits (van 3F01)                                  | Niemand wil geluiden uit mijn oksels horen.                                                                              |
| 226  | AABF20 | I'm so very tired                                                                | Ik ben zo verschrikkelijk moe (Bart had de schoolbordgrap nu al 10 seizoenen gedaan).                                    |

## Seizoen 11
| Afl. | Code   | Grap                                                  | Vertaling en notities |
| ---- | ------ | ----------------------------------------------------- | --- |
| 227  | AABF23 | Fridays are not "pants optional"                      | Op vrijdag is het dragen van een broek niet iets optioneels (als verwijzing naar het Australische comedyduo Hamish en Andy, volgens wie vrijdag eigenlijk “broekloze vrijdag” moet zijn). |
| 228  | AABF22 | Pork is not a verb                                    | Varkensvlees is geen werkwoord. |
| 229  | AABF21 | I am not the last Don                                 | Ik ben niet “de laatste Don”. |
| 230  | BABF01 | geen grap                                             | - |
| 231  | AABF19 | I did not win the Nobel Fart Prize                    | Ik heb niet de nobelprijs voor scheten gewonnen. |
| 232  | BABF02 | I won't not use no double negatives                   | Ik zal nooit niet geen dubbele ontkenningen gebruiken. |
| 233  | BABF03 | Indian burns are not our cultural heritage (van 3F05) | “Indian Burns” zijn niet ons culturele erfgoed. |
| 234  | BABF05 | I can't see dead people                               | Ik kan geen dode mensen zien. |
| 235  | BABF07 | I will not sell my kidney on eBay                     | Ik zal niet mijn nier te koop aanbieden op eBay. |
| 236  | BABF04 | I will not create art from dung                       | Ik zal geen kunstwerken maken uit mest. |
| 237  | BABF06 | I will stop phoning it in                             | Ik zal ophouden het per telefoon op te sturen. |
| 238  | BABF08 | Class clown is not a paid position                    | “Clown van de klas” is geen betaalde baan. |
| 239  | BABF09 | Substitute teachers are not scabs                     | Vervangende leraren zijn geen scabs (Engels scheldwoord voor mensen die toch doorwerken terwijl de meeste van hun collega’s staken).                                                      |
| 240  | BABF10 | My suspension was not mutual                          | Mijn schorsing was niet wederzijds. |
| 241  | BABF11 | A belch is not an oral report                         | Een boer is geen spreekbeurt. |
| 242  | BABF17 | Dodgeball stops at the gym door                       | Trefbal stopt bij de deur van de gymzaal. |
| 243  | BABF13 | Non-flammable is not a challenge                      | “Niet brandbaar” is geen uitdaging. |
| 244  | BABF14 | I was not touched "there" by an angel                 | Ik werd niet “daar” aangeraakt door een engel. |
| 245  | BABF16 | I am not here on a fartball scholarship               | Ik zit hier niet op een scheetbal studiebeurs. |
| 246  | BABF15 | I will not dance on anyone's grave                    | Ik zal niet op iemands graf dansen. |
| 247  | BABF18 | I cannot hire a substitute student                    | Ik kan geen vervangende student inhuren. |
| 248  | BABF19 | I will not obey the voices in my head                 | Ik zal de stemmen in mijn hoofd niet gehoorzamen. |

## Seizoen 12
| Afl. | Code   | Grap | Vertaling en notities                                                                                      |
| ---- | ------ | --- | --- |
| 249  | BABF21 | geen grap | - |
| 250  | BABF20 | I will not plant subliminal messagores (werd twee dagen voor de presidentsverkiezingen van 2000 uitgezonden). | Ik zal geen subliminale berichten verstoppen (met de naam “Al Gore” erin verstopt).                        |
| 251  | BABF17 | I will not surprise the incontinent                                                                           | Ik zal mensen met incontinentie niet laten schrikken.                                                      |
| 252  | CABF01 | I am not the acting president                                                                                 | Ik ben niet de vervangende president.                                                                      |
| 253  | CABF04 | I was not the sixth Beatle                                                                                    | Ik was niet de zesde Beatle.                                                                               |
| 254  | CABF02 | I will only provide a urine sample when asked                                                                 | Ik zal alleen desgevraagd een urinemonster geven.                                                          |
| 255  | CABF03 | The nurse is not dealing                                                                                      | De zuster handelt niet (in de zin van handelen in illegale middelen).                                      |
| 256  | CABF06 | Science class should not end in tragedy                                                                       | Scheikundeles hoeft niet de eindigen in een tragedie.                                                      |
| 257  | BABF22 | Network TV is not dead                                                                                        | Netwerk-tv is niet dood.                                                                                   |
| 258  | CABF05 | I will not "let the dogs out"                                                                                 | Ik zal de honden niet loslaten.                                                                            |
| 259  | CABF08 | I will not hide the teacher's medication                                                                      | Ik zal de medicijnen van de leraar niet verstoppen.                                                        |
| 260  | CABF07 | I will not publish the principal's credit report                                                              | Ik zal het kredietrapport van het schoolhoofd niet openbaar maken.                                         |
| 261  | CABF10 | The hamster did not have a "full life"                                                                        | De hamster heeft geen “vol leven” gehad.                                                                   |
| 262  | CABF12 | I will not buy a presidential pardon                                                                          | Ik zal geen presidentiële gratie kopen.                                                                    |
| 263  | CABF09 | "Temptation Island" was not a sleazy piece of crap                                                            | Temptation Island was geen goedkope troep.                                                                 |
| 264  | CABF11 | I will not scare the vice president                                                                           | Ik zal niet de vicepresident laten schrikken (een referentie aan VP Cheneys hartproblemen)                 |
| 265  | CABF13 | I will not flush evidence                                                                                     | Ik zal geen bewijzen doorspoelen.                                                                          |
| 266  | CABF14 | Fire is not the cleanser                                                                                      | Brand is niet de oplossing.                                                                                |
| 267  | CABF15 | Genetics is not an excuse                                                                                     | “Genetica” is geen excuus.                                                                                 |
| 268  | CABF16 | Today is not Mothra's Day                                                                                     | Vandaag is niet Mothradag (de aflevering werd uitgezonden op Moederdag).                                   |
| 269  | CABF17 | I should not be twenty-one by now                                                                             | Ik had niet al 21 moeten zijn (als referentie aan het feit dat de personages in de serie niet verouderen). |

## Seizoen 13
| Afl. | Code   | Grap                                                                                              | Vertaling en notities                                                                                                   |
| ---- | ------ | ------------------------------------------------------------------------------------------------- | --- |
| 270  | CABF19 | geen grap                                                                                         | - |
| 271  | CABF22 | Nobody reads these anymore                                                                        | Niemand leest deze nog.                                                                                                 |
| 272  | CABF20 | A burp in a jar is not a science project                                                          | Een boer in een pot is geen scheikundeproject.                                                                          |
| 273  | CABF18 | Fun does not have a size                                                                          | Lol heeft geen omvang.                                                                                                  |
| 274  | CABF21 | I am not Charlie Brown on acid (een verwijzing naar hoe critici de serie "South Park" beschreven) | Ik ben niet Charlie Brown met acid op.                                                                                  |
| 275  | DABF02 | I do not have a cereal named after me                                                             | Er is geen ontbijtgraan naar mij vernoemd.                                                                              |
| 276  | DABF01 | geen grap                                                                                         | - |
| 277  | DABF03 | geen grap                                                                                         | - |
| 278  | DABF05 | geen grap                                                                                         | - |
| 279  | DABF04 | I will not bite the hand that feeds me Butterfingers                                              | Ik zal niet de hand bijten die me butterfingers (een merk chololaderepen, betekent letterlijk “botervingers”) voert.    |
| 280  | DABF06 | The Giving Tree is not a chump                                                                    | De “Giving Tree” (een kinderboek) is geen stomkop.                                                                      |
| 281  | DABF07 | Making Milhouse cry is not a science project                                                      | Milhouse laten huilen is geen scheikundeproject.                                                                        |
| 282  | DABF09 | geen grap                                                                                         | - |
| 283  | DABF08 | Vampire is not a career choice                                                                    | Vampier is geen carrièrekeuze.                                                                                          |
| 284  | DABF10 | geen grap                                                                                         | - |
| 285  | DABF11 | geen grap                                                                                         | - |
| 286  | DABF12 | geen grap                                                                                         | - |
| 287  | DABF13 | geen grap                                                                                         | - |
| 288  | DABF14 | I will never lie about being cancelled again                                                      | Ik zal nooit meer liegen over dat ik word stopgezet (een referentie aan het mogelijke lot van de serie rond deze tijd). |
| 289  | DABF15 | geen grap                                                                                         | - |
| 290  | DABF16 | geen grap                                                                                         | - |
| 291  | DABF17 | geen grap                                                                                         | - |

## Seizoen 14
| Afl. | Code   | grap                                                              | Vertaling en notities                                            |
| ---- | ------ | ----------------------------------------------------------------- | ---------------------------------------------------------------- |
| 292  | DABF19 | geen grap                                                         | -                                                                |
| 293  | DABF22 | geen grap                                                         | -                                                                |
| 294  | DABF20 | Fish do not like coffee                                           | Vissen houden niet van koffie                                    |
| 295  | DABF18 | geen grap                                                         | -                                                                |
| 296  | DABF21 | Milhouse did not test cootie positive                             | Milhouse heeft geen cooties (een fictieve besmettelijke ziekte). |
| 297  | EABF01 | geen grap                                                         | -                                                                |
| 298  | EABF02 | geen grap                                                         | -                                                                |
| 299  | EABF03 | geen grap                                                         | -                                                                |
| 300  | EABF04 | This school does not need a "regime change"                       | Deze school heeft geen verandering van regime nodig.             |
| 301  | EABF06 | SpongeBob is not a contraceptive                                  | Spongebob is geen anticonceptiemiddel                            |
| 302  | EABF05 | I will not (Bart verwoest vervolgens het schoolbord met een bijl) | Ik zal niet…                                                     |
| 303  | EABF07 | geen grap                                                         | -                                                                |
| 304  | EABF08 | geen grap                                                         | -                                                                |
| 305  | EABF09 | geen grap                                                         | -                                                                |
| 306  | EABF10 | geen grap                                                         | -                                                                |
| 307  | EABF11 | geen grap                                                         | -                                                                |
| 308  | EABF12 | geen grap                                                         | -                                                                |
| 309  | EABF13 | geen grap                                                         | -                                                                |
| 310  | EABF14 | My pen is not a booger launcher                                   | Mijn pen is geen snotlanceerder.                                 |
| 311  | EABF15 | geen grap                                                         | -                                                                |
| 312  | EABF16 | Sandwiches should not contain sand                                | Sandwiches behoren geen zand te bevatten.                        |
| 313  | EABF17 | geen grap                                                         | -                                                                |

## Seizoen 15
| Afl. | Code   | Grap                                               | Vertaling en notities                                       |
| ---- | ------ | -------------------------------------------------- | ----------------------------------------------------------- |
| 314  | EABF21 | geen grap                                          | -                                                           |
| 315  | EABF18 | geen grap                                          | -                                                           |
| 316  | EABF20 | geen grap                                          | -                                                           |
| 317  | EABF22 | geen grap                                          | -                                                           |
| 318  | EABF19 | geen grap                                          | -                                                           |
| 319  | FABF01 | Over forty & single is not funny                   | Na je 40e nog vrijgezel zijn is niet grappig.               |
| 320  | FABF02 | geen grap                                          | -                                                           |
| 321  | FABF03 | geen grap                                          | -                                                           |
| 322  | FABF04 | geen grap                                          | -                                                           |
| 323  | FABF05 | geen grap                                          | -                                                           |
| 324  | FABF06 | geen grap                                          | -                                                           |
| 325  | FABF07 | geen grap                                          | -                                                           |
| 326  | FABF09 | geen grap                                          | -                                                           |
| 327  | FABF08 | I will not speculate on how hot teacher used to be | Ik zal niet speculeren over hoe heet de leraar vroeger was. |
| 328  | FABF10 | geen grap                                          | -                                                           |
| 329  | FABF11 | geen grap                                          | -                                                           |
| 330  | FABF12 | geen grap                                          | -                                                           |
| 331  | FABF14 | geen grap                                          | -                                                           |
| 332  | FABF15 | geen grap                                          | -                                                           |
| 333  | FABF13 | geen grap                                          | -                                                           |
| 334  | FABF17 | geen grap                                          | -                                                           |
| 335  | FABF18 | geen grap                                          | -                                                           |

## Seizoen 16
| Afl. | Code   | Grap                                  | Vertaling en notities                               |
| ---- | ------ | ------------------------------------- | --------------------------------------------------- |
| 336  | FABF23 | geen grap                             | -                                                   |
| 337  | FABF20 | geen grap                             | -                                                   |
| 338  | FABF19 | geen grap                             | -                                                   |
| 339  | FABF22 | Poking a dead raccoon is not research | Het prikken van een dode wasbeer is geen onderzoek. |
| 340  | FABF21 | geen grap                             | -                                                   |
| 341  | FABF16 | geen grap                             | -                                                   |
| 342  | GABF01 | geen grap                             | -                                                   |
| 343  | GABF02 | geen grap                             | -                                                   |
| 344  | GABF03 | geen grap                             | -                                                   |
| 345  | GABF04 | geen grap                             | -                                                   |
| 346  | GABF05 | Beer in a milk carton is not milk     | Bier in een melkpak is geen melk.                   |
| 347  | GABF06 | geen grap                             | -                                                   |
| 348  | GABF07 | geen grap                             | -                                                   |
| 349  | GABF08 | geen grap                             | -                                                   |
| 350  | GABF12 | geen grap                             | -                                                   |
| 351  | GABF10 | geen grap                             | -                                                   |
| 352  | GABF11 | geen grap                             | -                                                   |
| 353  | GABF13 | geen grap                             | -                                                   |
| 354  | GABF14 | geen grap                             | -                                                   |
| 355  | GABF15 | A booger is not a bookmark            | Een snotbal is geen boekenlegger.                   |
| 356  | GABF09 | geen grap                             | -                                                   |

## Seizoen 17
| Afl. | Code   | Grap                                                               | Vertaling en notities                                                                            |
| ---- | ------ | ------------------------------------------------------------------ | ------------------------------------------------------------------------------------------------ |
| 357  | GABF18 | Does any kid still do this anymore?                                | Doen kinderen dit niet meer? (refereert aan de afname van het aantal schoolbordgrappen).         |
| 358  | GABF16 | geen grap                                                          | -                                                                                                |
| 359  | GABF19 | geen grap                                                          | -                                                                                                |
| 360  | GABF17 | geen grap                                                          | -                                                                                                |
| 361  | GABF20 | geen grap                                                          | -                                                                                                |
| 362  | GABF21 | geen grap                                                          | -                                                                                                |
| 363  | GABF22 | geen grap                                                          | -                                                                                                |
| 364  | HABF02 | geen grap                                                          | -                                                                                                |
| 365  | HABF01 | geen grap                                                          | -                                                                                                |
| 366  | HABF03 | I am not smarter than the President                                | Ik ben niet slimmer dan de president.                                                            |
| 367  | HABF04 | Teacher was not dumped—it was mutual                               | De leraar is niet gedumpt – het was wederzijds.                                                  |
| 368  | HABF05 | geen grap                                                          | -                                                                                                |
| 369  | HABF06 | geen grap                                                          | -                                                                                                |
| 370  | HABF07 | geen grap                                                          | -                                                                                                |
| 371  | HABF08 | I will not laminate dog doo                                        | Ik zal geen hondenpoep lamineren.                                                                |
| 372  | HABF09 | I will not flip the classroom upside down                          | Ik zal niet het klaslokaal op zijn kop zetten (het lokaal staat in dit filmpje ook op zijn kop). |
| 373  | HABF10 | geen grap                                                          | -                                                                                                |
| 374  | HABF11 | geen grap                                                          | -                                                                                                |
| 375  | HABF12 | geen grap                                                          | -                                                                                                |
| 376  | HABF13 | I will not leak the plot of the movie                              | Ik zal niet de plot van de film verraden.                                                        |
| 377  | HABF14 | Je ne parle pas français                                           | Ik spreek geen Frans (geschreven in het Frans).                                                  |
| 378  | HABF16 | Have a great summer, everyone (laatste aflevering van het seizoen) | Prettige zomer iedereen                                                                          |

## Seizoen 18
| Afl. | Code   | Grap                                      | Vertaling en notities                                                   |
| ---- | ------ | ----------------------------------------- | ----------------------------------------------------------------------- |
| 379  | HABF15 | geen grap                                 | -                                                                       |
| 380  | HABF18 | geen grap                                 | -                                                                       |
| 381  | HABF20 | geen grap                                 | -                                                                       |
| 382  | HABF17 | geen grap                                 | -                                                                       |
| 383  | HABF21 | We are not all naked under our clothes    | We zijn niet allemaal naakt onder onze kleding.                         |
| 384  | HABF19 | geen grap                                 | -                                                                       |
| 385  | HABF22 | geen grap                                 | -                                                                       |
| 386  | JABF02 | geen grap                                 | -                                                                       |
| 387  | JABF01 | Frankincense is not a monster             | Olibanum is geen monster (de Engelse naam lijkt sterk op Frankenstein). |
| 388  | JABF03 | geen grap                                 | -                                                                       |
| 389  | JABF05 | geen grap                                 | -                                                                       |
| 390  | JABF04 | geen grap                                 | -                                                                       |
| 391  | JABF07 | geen grap                                 | -                                                                       |
| 392  | JABF09 | geen grap                                 | -                                                                       |
| 393  | JABF08 | geen grap                                 | -                                                                       |
| 394  | JABF06 | Global Warming did not eat my homework    | De opwarming van de Aarde heeft niet mijn huiswerk opgegeten.           |
| 395  | JABF10 | geen grap                                 | -                                                                       |
| 396  | JABF11 | geen grap                                 | -                                                                       |
| 397  | JABF13 | I will not look up how much teacher makes | Ik zal niet opzoeken hoeveel de leraar verdient.                        |
| 398  | JABF12 | Pearls are not oyster barf                | Parels zijn geen oesterkots.                                            |
| 399  | JABF14 | geen grap                                 | -                                                                       |
| 400  | JABF15 | geen grap                                 | -                                                                       |

## The Simpsons Movie
| Afl. | Code   | Grap                                     | Vertaling                                  |
| ---- | ------ | ---------------------------------------- | ------------------------------------------ |
| 1    | n.v.t. | I will not illegally download this movie | Ik zal deze film niet illegaal downloaden. |

## Seizoen 19
| Afl. | Code   | Grap                                           | Vertaling en notities |
| ---- | ------ | ---------------------------------------------- | --- |
| 401  | JABF20 | I will not wait 20 years to make another movie | Ik zal niet nog eens 20 jaar wachten voor ik een film maak (referentie aan The Simpsons Movie)                                                                         |
| 402  | JABF18 | The Wall Street Journal is better than ever    | The Wall Street Journal is beter dan ooit (de WSJ was eerder dat jaar overgenomen door News Corp., ook eigenaar van The Simpsons).                                     |
| 403  | JABF21 | geen grap                                      | - |
| 404  | JABF19 | I am not a FDIC-insured bank.                  | Ik ben geen FDIC-verzekerde bank (verwijzing naar de kredietcrisis).                                                                                                   |
| 405  | JABF16 | geen grap                                      | - |
| 406  | JABF22 | There is no such thing as an iPoddy            | Er bestaat niet zoiets als een iPoddy |
| 407  | JABF17 | The Pilgrims were not illegal aliens           | De Pilgrim Fathers waren geen illegale immigranten. |
| 408  | KABF01 | geen grap                                      | - |
| 409  | KABF02 | The capital of Montana is not "Hannah"         | De hoofdstad van Montana is niet Hannah. |
| 410  | KABF03 | Teacher did not pay too much for her condo.    | De lerares heeft niet te veel betaald voor haar condo. |
| 411  | KABF04 | geen grap                                      | - |
| 412  | KABF05 | geen grap                                      | - |
| 413  | KABF06 | The art teacher is fat, not pregnant           | De kunstleraar is dik, niet zwanger. |
| 414  | KABF07 | geen grap                                      | - |
| 415  | KABF08 | geen grap                                      | - |
| 416  | KABF09 | geen grap                                      | - |
| 417  | KABF10 | A person's a person, no matter how Ralph       | Een persoon is altijd een persoon, ongeacht hoe Ralph hij is (een parodie op de uitspraak “A person's a person, no matter how small” uit het boek Horton Hears a Who!) |
| 418  | KABF11 | geen grap                                      | - |
| 419  | KABF12 | This punishment is not medieval.               | Deze straf is niet middeleeuws (geschreven in oude letters zoals die gebruikt werden in de middeleeuwen)                                                               |
| 420  | KABF13 | geen grap                                      | |

## Seizoen 20
| Afl. | Code   | Grap                                                                        | Vertaling en notities                                                                                             |
| ---- | ------ | --------------------------------------------------------------------------- | --- |
| 421  | KABF17 | geen grap                                                                   | - |
| 422  | KABF15 | Teacher's diet is working.                                                  | Het dieet van de leraar werkt wel                                                                                 |
| 423  | KABF14 | There is no such month as "Rocktober".                                      | Er is geen maand genaamd “rocktober”.                                                                             |
| 424  | KABF16 | geen grap                                                                   | - |
| 425  | KABF18 | I did not see teacher siphoning gas.                                        | Ik heb de leraar geen gas zien hevelen.                                                                           |
| 426  | KABF19 | geen grap                                                                   | - |
| 427  | KABF20 | Prosperity is just around the corner. I will not bring the chalkboard home. | Welvaart is vlak om de hoek. Ik zal het schoolbord niet thuisbrengen. (Dit was eigenlijk bedoeld als de bankgrap. |
| 428  | KABF21 | Jesus is not mad, His birthday is on Christmas.                             | Jezus is niet boos, Zijn verjaardag is op Kerstmis.                                                               |
| 429  | KABF22 | I will not use permanent ink on the chalkboard.                             | Ik zal geen gebruik maken van vaste inkt op het schoolbord.                                                       |
| 430  | LABF01 | HDTV is worth every cent.                                                   | HDTV is elke cent waard. (refereert aan het nieuwe openingsfilmpje in high-defenition)                            |
| 431  | LABF02 | "March Madness" is not an excuse for missing school.                        | "Maart Gekheid" is geen excuus voor het missen van school.                                                        |
| 432  | LABF03 | I will not have fun with educational toys.                                  | Ik zal geen lol maken met educatief speelgoed.                                                                    |
| 433  | LABF04 | geen grap                                                                   | - |
| 434  | LABF11 | Four leaf clovers are not mutant freaks.                                    | Klavertjeviers zijn geen gemuteerde freaks.                                                                       |
| 435  | LABF05 | My piggy bank is not entitled to TARP funds                                 | Mijn spaarpot is niet gekoppeld aan het Troubled Asset Relief Program                                             |
| 436  | LABF06 | geen grap                                                                   | - |
| 437  | LABF07 | I will not mock teacher's outdated cell phone.                              | Ik zal niet de spot drijven met de leraar’s ouderwetse mobiele telefoon.                                          |
| 438  | LABF08 | I will not put hot sauce in the CPR dummy.                                  | Ik zal geen hete saus in de EHBO oefenpop doen.                                                                   |
| 439  | LABF10 | geen grap                                                                   | - |
| 440  | LABF09 | geen grap                                                                   | - |
| 441  | LABF12 | It's Facebook, not Assbook.                                                 | Het is Facebook, geen Kontbook.                                                                                   |

## Seizoen 21
| Afl. | Code   | Grap                                                        | Vertaling en notities |
| ---- | ------ | ----------------------------------------------------------- | --- |
| 442  | LABF13 | The class hamster isn't just sleeping.                      | de klashamster is niet gewoon aan het slapen. |
| 443  | LABF15 | Chalkboarding is not torture.                               | Op het schoolbord schrijven is geen marteling. |
| 444  | LABF16 | I am not allergic to long division.                         | Ik ben niet allergisch voor staartdelingen. |
| 445  | LABF14 | geen grap                                                   | - |
| 446  | LABF17 | I do not have the hots for my mom.                          | Ik heb geen gevoelens voor mijn moeder. |
| 447  | LABF18 | Halloween doesn't kick Thanksgiving’s ass.                  | Halloween verslaat niet Thanksgiving. |
| 448  | LABF19 | Teachers' unions are not ruining this country.              | Vakbonden van leraren ruïneren dit land niet. |
| 449  | MABF01 | geen grap                                                   | - |
| 450  | MABF02 | geen grap                                                   | - |
| 451  | LABF20 | The world may end in 2012, but this show won't.             | De wereld vergaat misschien in 2012, maar deze show niet. |
| 452  | MABF03 | geen grap                                                   | - |
| 453  | MABF05 | geen grap                                                   | - |
| 454  | MABF06 | geen grap                                                   | - |
| 455  | MABF04 | geen grap                                                   | - |
| 456  | MABF07 | World War II could not beat up World War I.                 | De Tweede Wereldoorlog wint het niet van de Eerste Wereldoorlog. |
| 457  | MABF10 | geen grap                                                   | - |
| 458  | MABF08 | Hot dogs are not bookmarks.                                 | Hotdogs zijn geen boekenleggers. |
| 459  | MABF09 | This counts as gym and art class.                           | Dit telt als zowel gymles en kunstles. |
| 460  | MABF14 | South Park — we'd stand beside you if we weren't so scared. | Als we niet zo bang waren, zouden we je steunen South Park. (Deze grap was bedoeld als verwijzing naar het feit dat de makers van South Park door moslimextremisten met de dood werden bedreigd naar aanleiding van de aflevering 201.) |
| 461  | MABF12 | geen grap                                                   | - |
| 462  | MABF13 | Eating my vegetables is not a Mother's Day present.         | Mijn groenten opeten is geen moederdagcadeau. |
| 463  | MABF11 | Batman is not "nothing" without his utility belt.           | Batman is niet machteloos zonder zijn hulpriem. |
| 464  | MABF15 | End of "Lost": it was all the dog's dream. Watch us.        | Het einde van Lost: het was allemaal de droom van een hond (deze grap speelde in op de langverwachte ontknoping van de serie Lost). |

## Seizoen 22
| Afl. | Code   | Grap                                                                                    | Vertaling en notities |
| ---- | ------ | --------------------------------------------------------------------------------------- | --- |
| 465  | MABF21 | When I slept in class, it was not to help Leo DiCaprio.                                 | Toen ik in de klas sliep, was dat niet om Leonardo DiCaprio te helpen (deze grap speelde in op de film Inception).                |
| 466  | MABF17 | I did not see the teacher applying for welfare.                                         | Ik heb de leraar geen bijstand zien aanvragen.                                                                                    |
| 467  | LABF16 | I must not write all over the walls.                                                    | Ik moet niet over de hele muur schrijven (gekopieerd over de muren en de deur van het klaslokaal, ook op het schoolbord).         |
| 468  | MABF16 | Geen grap (Threehouse of Horror aflevering)                                             | |
| 469  | MABF20 | Geen grap                                                                               | |
| 470  | NABF01 | Geen grap                                                                               | |
| 471  | NABF02 | "A Charlie Brown Thanksgiving" is as good as "A Charlie Brown Christmas"                | "A Charlie Brown Thanksgiving" is net zo goed als "A Charlie Brown Christmas" (beide animatiespecials van de stripreeks Peanuts.) |
| 472  | MABF22 | Geen grap                                                                               | |
| 473  | MABF19 | Geen grap                                                                               | |
| 474  | NABF03 | January is not Bart History Month                                                       | Januari is niet “geschiedenis van Bart”-maand.                                                                                    |
| 475  | NABF04 | Geen grap                                                                               | |
| 476  | NABF05 | Prince is not the son of Martin Luther King                                             | Prince is niet de zoon van Martin Luther King                                                                                     |
| 477  | NABF06 | I will not make fun of Cupid's dink                                                     | Ik zal niet de spot drijven met Cupido’s luier                                                                                    |
| 478  | NABF07 | Geen grap                                                                               | |
| 479  | NABF08 | I'm not here on a spitball scholarship.                                                 | Ik heb geen studiebeurs voor spuugpropjes                                                                                         |
| 480  | NABF09 | "Daylight Savings" is not a failed bank.                                                | Zomertijd is geen mislukte bank (de Engelse benaming voor zomertijd betekent letterlijk vertaald “daglicht sparen”)               |
| 481  | NABF10 | I will not ridicule teacher's Final Four bracket.                                       | Ik zal niet de spot drijven met het wedstrijdschema van de leraar.                                                                |
| 482  | NABF11 | Geen grap                                                                               | |
| 483  | NABF12 | Geen grap                                                                               | |
| 484  | NABF13 | I do not deserve a Mother's Day gift for being "one badass mother".                     | Ik verdien geen moederdaggeschenk voor het feit dat ik een "een stoere/sterke/ruige moeder ben"                                   |
| 485  | NABF14 | It's Kristen Schaal, Not Kristen Schall Guinea pigs should not be used as "guinea pigs" | Het is Kristen Schaal, niet Kristen Schall Cavia's dienen niet te worden gebruikt als proefdieren.                                |
| 486  | NABF15 | Geen grap                                                                               | |

## Referentie
- (en)  SNPP.com's lijst van schoolbordgrappen, sinds 17 mei 2006.

Homer Simpson · Marge Simpson · Bart Simpson · Lisa Simpson · Maggie Simpson · Abraham Simpson · Patty en Selma Bouvier · Jacqueline Bouvier · Mona Simpson · Santa's Little Helper · Snowball II · Familie Bouvier
Jasper Beardley · Comic Book Guy · Eddie en Lou · Maude Flanders · Ned Flanders · Professor Frink · Barney Gumble · Julius Hibbert · Lionel Hutz · Eerwaarde Lovejoy · Kapitein Horatio McCallister · Hans Moleman · Bleeding Gums Murphy · Apu Nahasapeemapetilon · Mayor Joe Quimby · Dr. Nick Riviera · Agnes Skinner · Cletus Spuckler · Squeaky Voiced Teen · Disco Stu · Moe Szyslak · Kirk Van Houten · Luann Van Houten · Chief Clancy Wiggum
Gary Chalmers · Rod en Todd Flanders · Jimbo Jones · Kearney · Edna Krabappel · Otto Mann · Nelson Muntz · Martin Prince · Seymour Skinner · Milhouse Van Houten · Ralph Wiggum · Groundskeeper Willie · andere studenten
Montgomery Burns · Carl Carlson · Lenny Leonard · Waylon Smithers
Itchy en Scratchy · Kent Brockman · Krusty de Clown · Troy McClure · Rainier Wolfcastle · Radioactive Man
Snake · Kang & Kodos · Sideshow Bob · Fat Tony
Treehouse of Horror
Bart vs. the World · Bart Simpson's Escape from Camp Deadly · The Simpsons Arcadespel · Bart vs. the Space Mutants · Bart's House of Weirdness ·Bart vs. The Juggernauts · Krusty's Fun House · Bartman Meets Radioactive Man · Bart's Nightmare · The Itchy and Scratchy Game · Virtual Bart · Bart and the Beanstalk · Itchy & Scratchy in Miniature Golf Madness · Cartoon Studio · Virtual Springfield · Night of the Living Treehouse of Horror · Bowling · Wrestling · Road Rage · Skateboarding · Hit & Run · The Simpsons Game · The Simpsons: Tapped Out
The Simpsons · The Simpsons Pinball Party
Strips: Simpsons Comics · Bart Simpson serie · Itchy & Scratchy Comics · Bart Simpson's Treehouse of Horror · Futurama/Simpsons Infinitely Secret Crossover Crisis
Tijdschrift: Simpsons Illustrated
Boeken: Bart Simpson's Guide to Life · Family Album · Library of Wisdom · Complete Guides · Planet Simpson · The Simpsons and Philosophy
Actiefiguurtjes: World of Springfield
The Simpsons Movie
Bankgrap ·
Canyonero · 
D'oh! · 
Duff Beer · 
Schoolbordgrap · 